# Bluenote Café
Bluenote Café es un álbum en directo del músico canadiense Neil Young, publicado por la compañía discográfica Reprise Records el 13 de noviembre de 2015. El álbum es el undécimo volumen de la serie Archive Performance Series e incluye extractos de conciertos que Young ofreció entre noviembre de 1987 y agosto de 1988 como promoción del álbum This Note's for You con el grupo The Bluenotes.

## Lista de canciones
Todas las canciones escritas y compuestas por Neil Young. 
| Disco uno |                                                                           |          |  |
| N.º       | Título                                                                    | Duración |  |
| 1.        | «Welcome to the Big Room» (Mt. View, California, 07/11/87)                | 7:30     |  |
| 2.        | «Don’t Take Your Love Away From Me» (San Francisco, California, 12/11/87) | 9:30     |  |
| 3.        | «This Note’s For You» (Hollywood, California, 13/04/88)                   | 5:24     |  |
| 4.        | «Ten Men Workin'» (Nueva York, 18/04/88)                                  | 8:31     |  |
| 5.        | «Life in the City» (Nueva York, 18/04/88)                                 | 3:51     |  |
| 6.        | «Hello Lonely Woman» (Nueva York, 18/04/88)                               | 4:50     |  |
| 7.        | «Soul of a Woman» (Nueva York, 18/04/88)                                  | 5:53     |  |
| 8.        | «Married Man» (Nueva York, 18/04/88)                                      | 3:05     |  |
| 9.        | «Bad News Comes to Town» (Cleveland, Ohio, 23/04/88)                      | 8:00     |  |
| 10.       | «Ain’t It the Truth» (Cleveland, Ohio, 23/04/88)                          | 7:30     |  |
| 11.       | «One Thing» (Cleveland, Ohio, 23/04/88)                                   | 6:41     |  |
| 12.       | «Twilight» (Cleveland, Ohio, 23/04/88)                                    | 7:49     |  |

| Disco dos |                                                         |          |  |
| N.º       | Título                                                  | Duración |  |
| 1.        | «I’m Goin'» (Toronto, Canadá, 18/08/88)                 | 5:34     |  |
| 2.        | «Ordinary People» (Bristol, Connecticut, 23/08/88)      | 12:50    |  |
| 3.        | «Crime in the City» (Wantagh, Nueva York, 27/08/88)     | 7:20     |  |
| 4.        | «Crime of the Heart» (Nueva York, 30/08/88)             | 5:36     |  |
| 5.        | «Welcome Rap» (Nueva York, 30/08/88)                    | 0:34     |  |
| 6.        | «Doghouse» (Nueva York, 30/08/88)                       | 4:10     |  |
| 7.        | «Fool For Your Love» (Nueva York, 30/08/88)             | 4:12     |  |
| 8.        | «Encore Rap» (Nueva York, 30/08/88)                     | 1:07     |  |
| 9.        | «On the Way Home» (Hoffman Estates, Illinois, 16/08/88) | 2:55     |  |
| 10.       | «Sunny Inside» (Nueva York, 30/08/88)                   | 3:53     |  |
| 11.       | «Tonight’s the Night» (Nueva York, 30/08/88)            | 19:26    |  |

## Personal
- Neil Young: voz y guitarra.
- Rick Rosas: bajo.
- Chad Cromwell: batería.
- Frank Sampedro: teclados.
- Steve Lawrence: saxofón tenor.
- Ben Keith: saxofón alto.
- Larry Cragg: saxofón barítono.
- Claude Cailliet: trombón.
- Tom Bray: trompeta.
- John Fumo: trompeta.
- Billy Talbot: bajo (en «Welcome to the Big Room» y «Don’t Take Your Love Away From Me»)
- Ralph Molina: batería  (en «Welcome to the Big Room» y «Don’t Take Your Love Away From Me»)

## Posición en listas
| País              | Lista                 | Posición |
| ----------------- | --------------------- | -------- |
| Alemania          | Media Control Chart   | 16       |
| Austria           | Ö3 Austria Top 40     | 23       |
| Bélgica (Valonia) | Ultratop 200 Albums   | 54       |
| Bélgica (Flandes) | Ultratop 200 Albums   | 17       |
| Estados Unidos    | Billboard 200         | 89       |
| Francia           | SNEP Albums Chart     | 84       |
| Irlanda           | Irish Music Charts    | 39       |
| Noruega           | VG-lista Albums Chart | 24       |
| Países Bajos      | Mega Albums Top 100   | 21       |
| Reino Unido       | UK Albums Chart       | 39       |
| Suecia            | Swedish Albums Chart  | 55       |
| Suiza             | Swiss Albums Chart    | 52       |